# Mesypochrysa latipennis
Mesypochrysa latipennis là một loài côn trùng trong họ Chrysopidae thuộc bộ Neuroptera. Loài này được Martynov miêu tả năm 1927.